# ساری-قشقا
ساری-قشقا (به لاتین: Sary-Kashka) یک روستا در قرقیزستان است که در شهرستان آق‌سی واقع شده‌است. ساری-قشقا ۲٬۹۷۹ نفر جمعیت دارد و ۱٬۰۹۰ متر بالاتر از سطح دریا واقع شده‌است.